# 角田裕毅
角田 裕毅（つのだ ゆうき、2000年5月11日 - ）は、日本・神奈川県相模原市出身のレーシングドライバー。
フォーミュラ1、オラクル・レッドブル・レーシング所属。

## 経歴

### カート
2000年、神奈川県相模原市にて生まれる。父親がジムカーナ競技をしていた影響で2005年、4歳の頃に中井インターサーキットで初めてカートに乗る。父親がメカニックを担当し、キッズカート、ジュニアカート競技に出場する。
2010年、JAF全日本カート選手権（ジュニアクラス）へ出場。2013年にはJAF地方カート選手権 東地域（FS-125クラス）でシリーズチャンピオンを獲得した。2015年のJAF全日本カート選手権（FS-125クラス）では、総合2位（東地域1位）となる。

### 国内ジュニアフォーミュラ
2015年、ZAP SPEED Jr.（当時15歳）にて、フォーミュラの練習を開始。2016年5月、16歳になった角田は四輪レース出場に必要な限定A級ライセンスを取得。鈴鹿サーキットレーシングスクールのフォーミュラ部門（SRS-Formulaアドバンス）に入校し、スカラシップ選考会に進む4名に選ばれる。SRS-F卒業後、デビュー戦となるスーパーFJ岡山シリーズで初出場で初優勝。スーパーFJ日本一決定戦やドリームカップ（F1日本GPの前座レース）で優勝する。また、FIA-F4日本選手権にSUTEKINA RACING TEAMよりスポット参戦し、初レースとなる第11戦鈴鹿で2位（最年少表彰台）を獲得する。スカラシップ最終選考会は大湯都史樹（主席）と笹原右京（次席）が合格し、角田は落選してしまうが、中嶋悟校長の推薦もありSRS/コチラレーシングのシートを掴む。
2017年は、FIA-F4日本選手権にSRS/コチラレーシングよりフル参戦し、第2戦の岡山で初優勝（16歳333日での最年少優勝）。ポールポジション4回、シーズン3勝を挙げ、宮田莉朋・笹原右京に次ぐ総合3位を獲得。また、フォーミュラ4（JAF F4）地方選手権 東日本シリーズにも同時参戦し、6戦5勝で総合1位となり、続く日本一決定戦も制した。
2018年はホンダ・フォーミュラ・ドリーム・プロジェクト（HFDP）の育成ドライバーに選ばれ、引き続きFIA-F4日本選手権へ参戦。開幕戦から6連続ポールポジション、第2戦から5連勝する走りを見せ、名取鉄平・小高一斗とチャンピオン争いを展開。最終的にポールポジション9回、優勝7回を記録し、シリーズチャンピオンを獲得した。

### ヨーロッパ進出

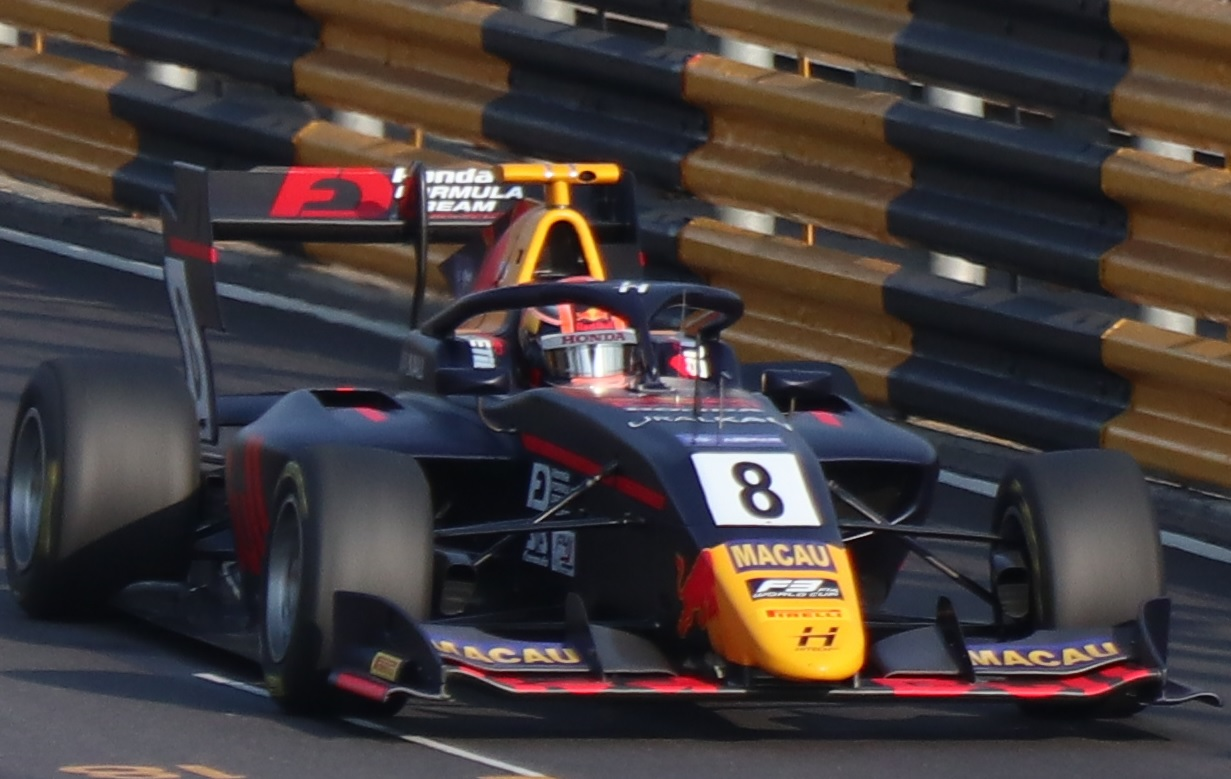
マカオグランプリで出走中の角田 （2019年）

2018年、ホンダはF1のパワーユニットサプライヤーとしてレッドブル・レーシングと提携し、日本人ドライバーの育成プログラムを開始する。同年夏、角田はホンダが派遣した3名のドライバーのひとりとして、ハンガロリンクで行われたF3合同テストに参加し、ダニエル・ティクトゥムらレッドブル・ジュニアチーム所属ドライバーを凌ぐトップタイムを記録。ジュニアチーム責任者のヘルムート・マルコに評価され、HFDPとレッドブル・ジュニアチームに同時所属することになった。日本人のレッドブル・ジュニアチーム加入は、2006年の黒田吉隆以来2人目。

#### フォーミュラ3
2019年は、新たに発足したFIA フォーミュラ3選手権（FIA F3）にイェンツァー・モータースポーツから参戦。初の海外挑戦で前半戦は苦戦したが、第6戦スパ・レース2で2位初表彰台を獲得。第7戦モンツァ・レース1で3位、レース2で初優勝を飾るなど、チームでただ1人だけポイントを獲得し、総合9位（67ポイント）でシーズンを終える。本人は翌年もFIA-F3で2シーズン目を戦うことになると思っていたが、後半戦の3度の表彰台が評価され、翌年FIA F2へステップアップすることが決まった。
また、FIA-F3と並行してユーロフォーミュラ・オープン選手権（EFO）ヘモトパークから出走した。開幕戦ポール・リカール・レース1で2位、第3戦ホッケンハイム・レース2では初優勝を果たした。FIA-F3を優先するため第6戦・第7戦を欠場し、最終的にはチームメイトの佐藤万璃音がチャンピオンを獲得し、角田は総合4位となる。

#### フォーミュラ2
2020年は、F1直下のカテゴリであるFIA フォーミュラ2選手権（FIA F2）にカーリンから参戦。第2戦シュピールベルク・レース2で初ポールポジションからトップを走行するも、無線トラブルやピット作業の遅れで2位に終わる。第5戦シルバーストン・レース2では残り3周でトップに立ち初優勝を果たす。第7戦スパ・レース1ではニキータ・マゼピン（ハイテック）と激しいバトルを展開し、マゼピンのペナルティ降格により2勝目を獲得。最終戦サヒール・レース1でもポール・トゥ・ウィンで3勝目を挙げ、シーズンを通じポールポジション4回、優勝3回（表彰台圏内7回）を記録して総合3位（200ポイント）の好成績を収めた。2位のカラム・アイロットとは僅か1ポイント差の3位だった。シーズン終了後の表彰式にてピレリタイヤを最も上手く使用した人物に贈られる「ピレリ・トロフィー」と、F2の最優秀新人賞である「アントワーヌ・ユベール・アワード」を受賞した。
2020年シーズン終了後に行われた国際自動車連盟（FIA）の年間表彰式で、FIA管轄全カテゴリの新人ドライバーを対象とした「FIAルーキー・オブ・ザ・イヤー」を日本人として初めて受賞した。

#### フォーミュラ1
2020年11月4日、ホンダPUを搭載するアルファタウリでF1初テストを体験。イモラ・サーキットで2018年型F1マシンのトロ・ロッソ STR13に乗り込み、F1のフリー走行へエントリーするために必要な条件である300kmの走破をクリアした。その後、FIA F2最終戦レース1の優勝によりシリーズランキング4位以上が確定し、スーパーライセンス取得に必要な「スーパーライセンスポイント累計40点」という条件をクリアする。F1最終戦アブダビGP終了後の12月15日に行われた若手ドライバーテストでアルファタウリ・AT01に乗り123周を走行。翌12月16日に2021年シーズンからアルファタウリでのF1参戦が正式発表され、2014年の小林可夢偉以来途絶えていた日本人F1ドライバーが7年ぶりに誕生することになった。また、F1レギュラードライバーとしては初の2000年代生まれのドライバーとなる。固定カーナンバーは「22」を選択した（角田本人は「11」を希望していたが、参戦時点でセルジオ・ペレスが「11」を使用していたため、「1+1=2」になるという理由で「22」を選んだ）。

##### アルファタウリ
2021年

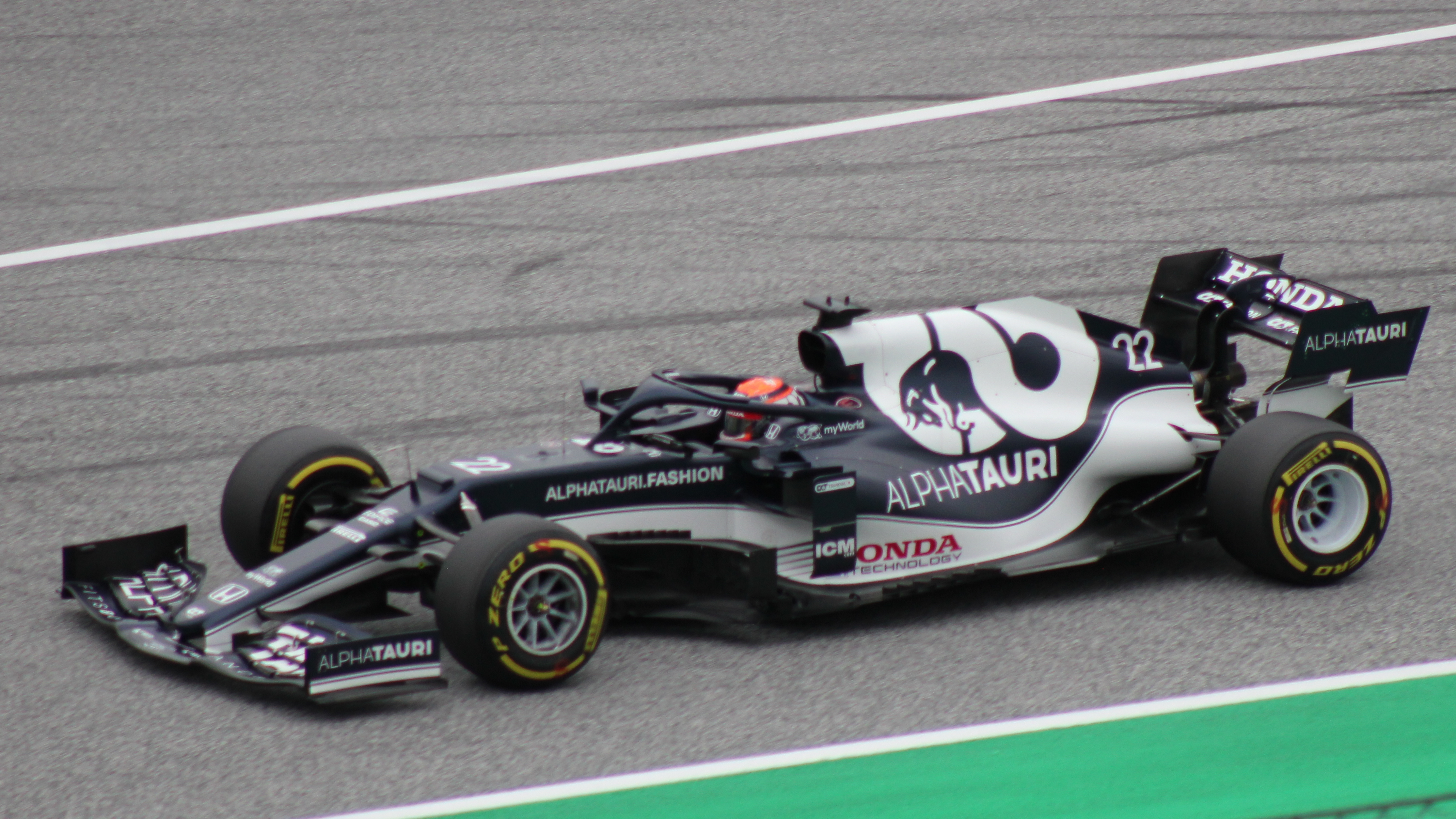
2021年オーストリアGP

アルファタウリから出走。チームメイトはピエール・ガスリー。
デビュー戦となるバーレーンGPでは、予選Q1で2番手タイムを記録するも、Q2ではタイムが伸びず13番グリッドからのスタートとなった。決勝では序盤17位まで順位を落とすものの、チャンピオン経験者3人（キミ・ライコネン、フェルナンド・アロンソ、セバスチャン・ベッテル）をオーバーテイクするなど印象的なパフォーマンスを見せ、ファイナルラップでランス・ストロールをパスして9位入賞を果たした。F1史上では65人目となるデビュー戦入賞を記録した。
一方で第2戦エミリア・ロマーニャGPでは予選Q1最初のアタックでクラッシュし、最後尾スタートが決定。決勝ではウェットコンディションの影響によるスピンも含め順位を落としてしまい、12位完走で終わった。
この年のドライバーズランキングは14位、32ポイントで終わった。
9月7日、アルファタウリは2022年も角田がピエール・ガスリーと共に続投することを発表した。
10月、フォーブス30アンダー30（日本版）の1人に選ばれる。
12月、最終戦アブダビGPにて予選8番手を記録したが、最終コーナーのトラックリミット違反でタイム抹消となってしまった。決勝では順調に周回を重ねて4位でフィニッシュし、自己最高位の記録を更新した。
2022年

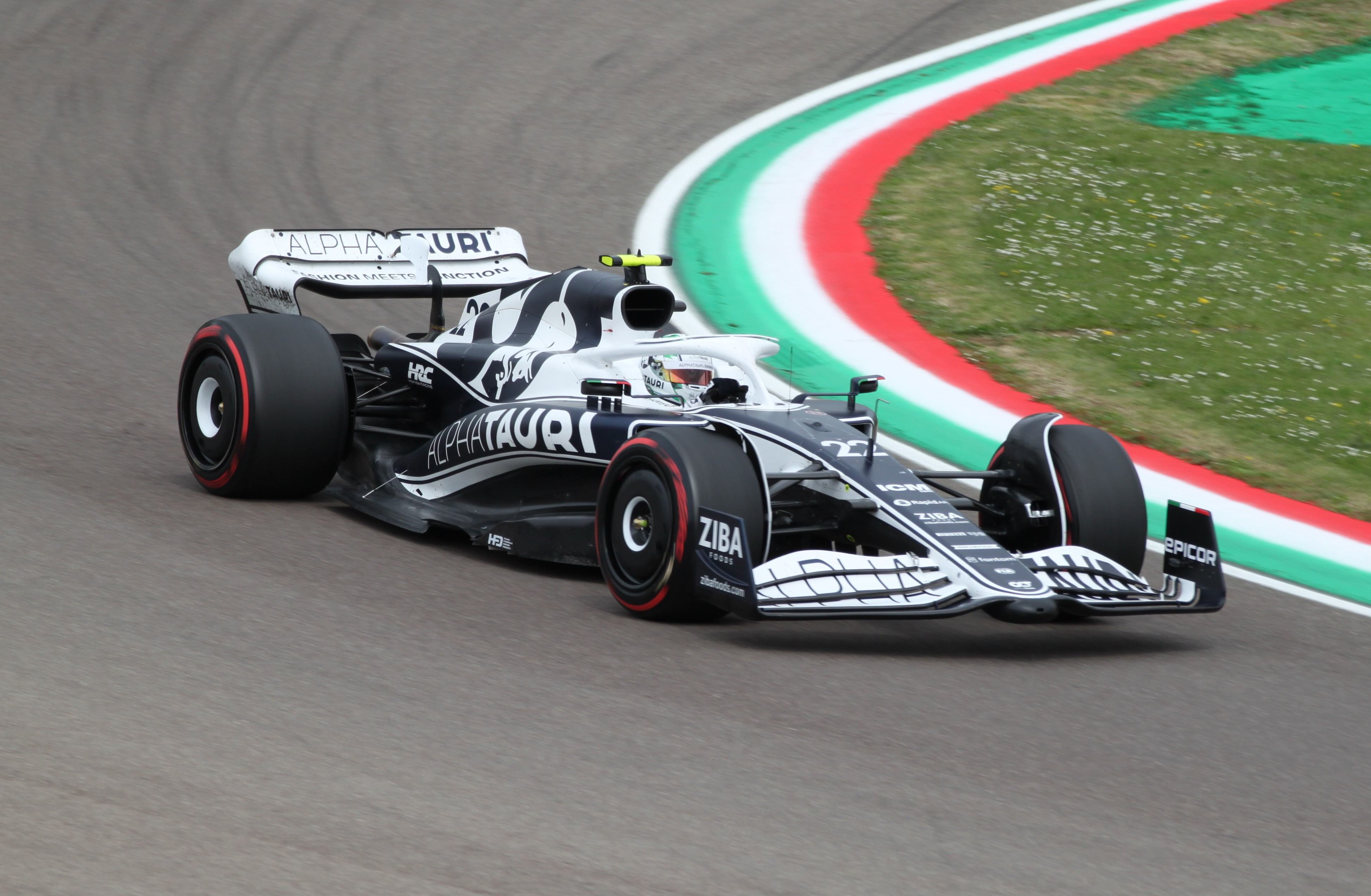
2022年エミリア・ロマーニャGP

2022年も継続してアルファタウリから出走。チームメイトは前年に引き続きガスリー。
この年のマシンであるアルファタウリ・AT03は最低重量798kgから10kg以上の超過があり、他チームに大きく遅れをとっていることが判明した。そして他チームに比べ開発も進まず、シーズンを通して両名とも下位に沈むことが多かった。
開幕戦バーレーンGPの予選ではQ1敗退を喫するも、決勝では上位陣のリタイアもあり8位フィニッシュ。2年連続で開幕戦入賞を果たした。
その後は角田・ガスリーともにコンスタントにポイントを獲得。第6戦アゼルバイジャンGPでは揃ってQ3に進出する。決勝でも好ペースを発揮していたが、終盤6位走行中にリアウイングが割れDRSが半分しか開かなくなってしまったことでブラック&オレンジフラッグが提示され、ピットでの修理に時間を食い13位で終わった。このレースでガスリーが5位でフィニッシュしたことでドライバーズポイントが逆転した。
以後は精彩を欠くレースが増え、ポイント獲得はアメリカGPの10位のみとなった。
ドライバーズランキングは17位、12ポイントでシーズンを終えた。ガスリーには予選で9勝13敗、決勝では7勝15敗と敗北しているが、前年よりも差を縮めた。
9月22日に2023年もアルファタウリから出走することが決定した。
2023年

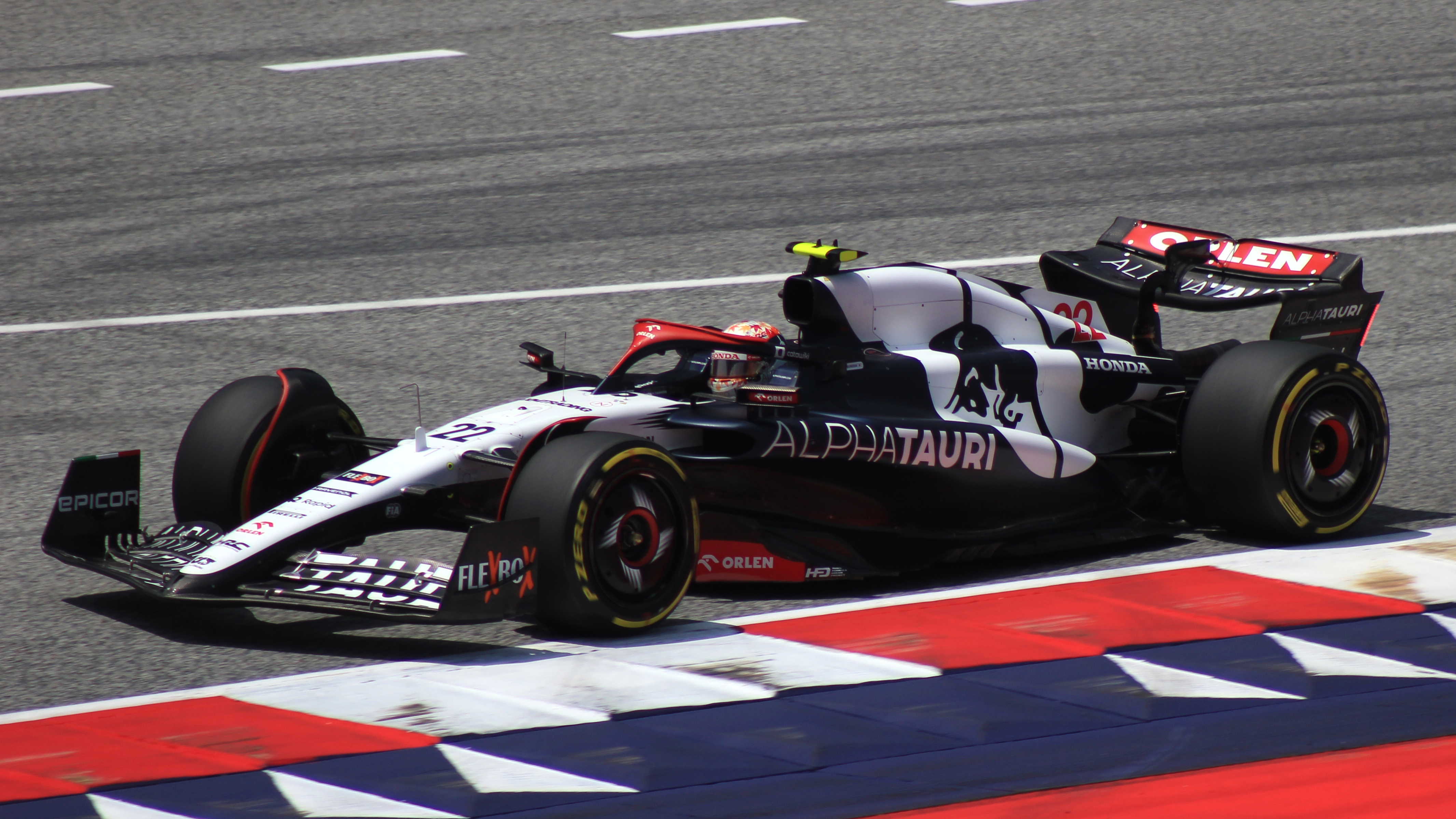
2023年オーストリアGP

2023年も継続してアルファタウリから出走。チームメイトは元F2、フォーミュラEチャンピオンのニック・デ・フリース（当初）。前年にアルファロメオのスポンサーであったオーレンと契約を結んだことで、マシンやスーツにイメージカラーの赤色が加えられた。プレシーズンテスト3日目には6番手タイムを記録し躍進が期待されたが、それ以上にチームごとの差が縮まり接戦となっていることもあって、苦戦を強いられるシーズンとなってしまった。
開幕戦バーレーンGPでは14番手グリッドからスタート。これまでの2年間とは別人を思わせるようなペースと安定感を見せて順位を上げていった。終盤でウィリアムズのアレクサンダー・アルボンとの10位争いとなるが、ストレートに分があったアルボンに逃げ切られ11位で入賞を逃した。
第2戦サウジアラビアGPではQ1敗退を喫し16番手スタート。決勝では終盤10位を走行するも、残り僅かのところでハースのケビン・マグヌッセンに交わされ2戦連続の11位フィニッシュとなった。
第3戦オーストラリアGPは、近年稀に見るほどの大荒れのレースとなった。序盤、アルボンの激しいクラッシュによりセーフティカーが発動される。ミディアムタイヤでのスタートだったため、ソフト勢のピットインにより9位まで上がったところで赤旗が提示された。リスタート後はポイント圏内を賢明に走行するも、アルファタウリはレースペースが圧倒的に遅かったために14位まで後退してしまう。レース終盤、残り数ラップのところでマグヌッセンのクラッシュにより再び赤旗が提示された。再スタート後の1-2コーナーでフェルナンド・アロンソとカルロス・サインツが、ガスリーがエステバン・オコンとそれぞれ接触し、次のコーナーでランス・ストロールがグラベルに突っ込んだためさらに3度赤旗が提示された。この時点で角田はポジションを大幅に上げ5位であったが、次のリスタート時には1コーナーを通った順で11番手スタートとなる。今度はセーフティカー先導のローリングスタートでそのままフィニッシュ。ただし再スタート時のアロンソの接触で先着したサインツに5秒ペナルティが課せられたため、角田は1つポジションが上がり10位。シーズン初ポイントを獲得した。
第19戦アメリカGPは最後の1周でファステストラップを狙う作戦に出て、1分38秒139のタイムでファステストラップを獲得し、10位でチェッカーを受けた。レース後、2位のルイス・ハミルトンと6位のシャルル・ルクレールがプランク摩耗違反で失格となり、8位入賞となった。日本人のファステストラップ記録は、1989年オーストラリアGPの中嶋悟、2012年中国GPの小林可夢偉以来、史上3人目となった。
第20戦メキシコシティGPは、PU交換ペナルティにより決勝を最後尾からスタート。決勝では順調に順位を上げ、7位を走行していたオスカー・ピアストリに追いつくが、1コーナーでのオーバーテイクの際に接触を喫し、16位まで後退。そこから挽回しようとするも12位に終わった。
スプリントフォーマットが適用された第21戦サンパウロGPでは、スプリント・シュートアウトで6番手となり、スプリントではルクレール、ハミルトンらと戦い抜いて自身初の6位入賞を果たす。16番手スタートとなった決勝では、スタート直後の多重クラッシュに乗じて順位を上げると、良好なペースで周回を重ね、最後は9位でフィニッシュ。自身初のスプリントと決勝両方での入賞を飾った。
最終戦アブダビGPでは、予選で自身最高位となる6番手につける。決勝ではスタートから順位をキープし、途中には他車のピットストップの関係で自身初のリードラップを記録した。これは2004年ヨーロッパGPにて佐藤琢磨が記録して以来、日本人ドライバーとしては2人目、19年振りの快挙であった。その後、他車の多くが2ストップ戦略を取る中、角田は1ストップ戦略を遂行。終盤にタイヤに苦しみ順位を落としたものの、最後まで走り抜き8位入賞となった。レース後にはファン投票による「ドライバー・オブ・ザ・デイ」で自身初の得票数1位となった。
ドライバーズランキングは14位、17ポイントでシーズンを終えた。シーズン中はニック・デ・フリース、ダニエル・リカルド、リアム・ローソンとチームメイトが度々変更される中で、いずれにも優位に立ち、またリタイア数も3回（第22戦ラスベガスGPは完走扱い）と少なくなったことに加えて安定感も増し、結果としてチームのコンストラクターズポイントのほとんどを稼いだことで、角田自身の評価が高まったシーズンとなった。

##### RB
2024年

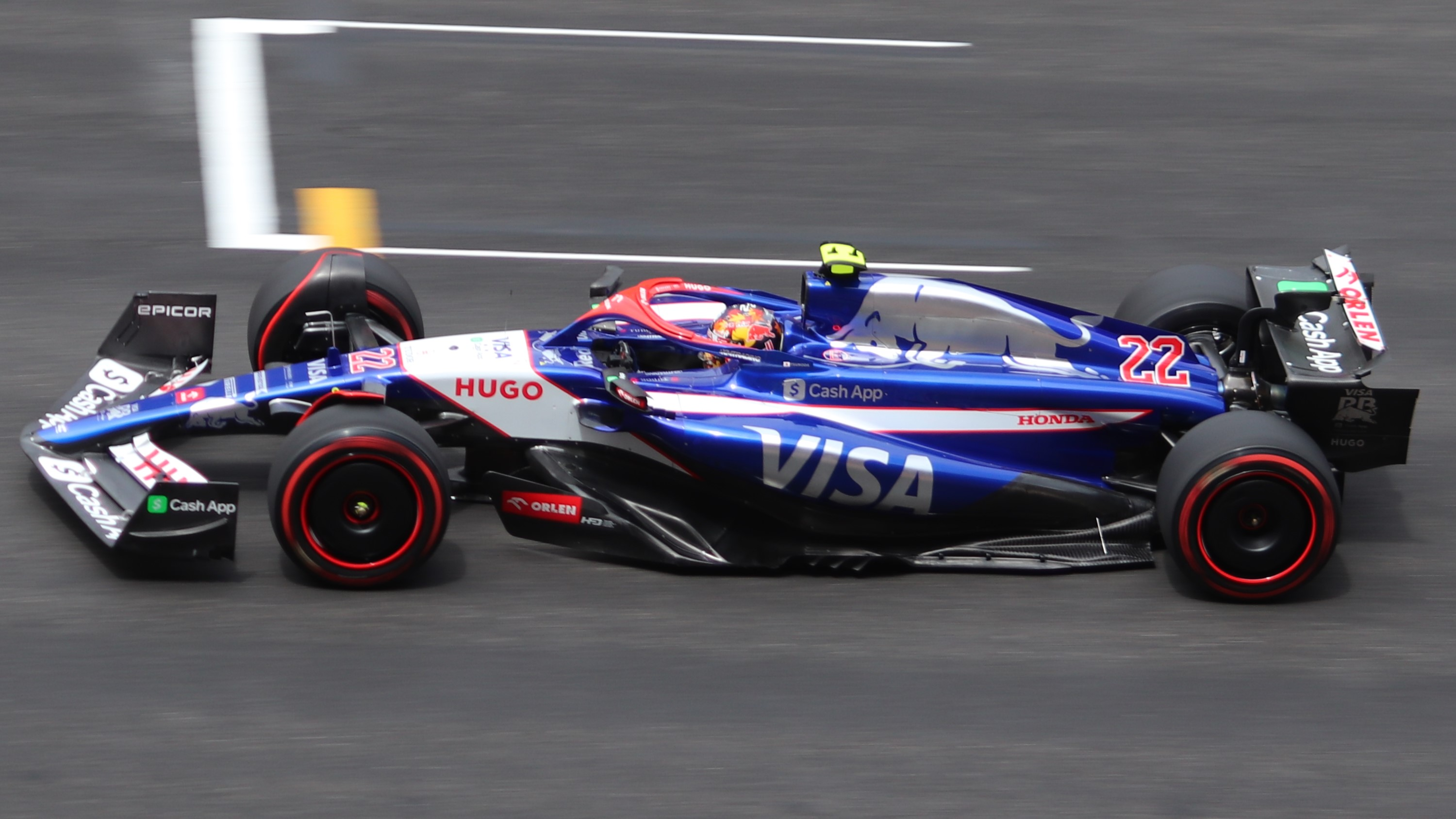
2024年中国GP

アルファタウリ改め新生RB・フォーミュラワン・チームとして生まれ変わった。新シャシーのVCARB 01はメタリックブルーとレッドをバランスよく組み合わせたトロ・ロッソ時代のSTR14を彷彿とさせるカラーに白を加えたリバリーとなっている。
チームメイトは昨年途中に引き続きリカルドが務める。
プレシーズンテストでは良好なタイムを頻発し、「目標は中団トップ」という宣言に恥じないパフォーマンスを持っていると期待された。しかしレッドブル、フェラーリ、メルセデスというこれまで3強のに加え、昨年大躍進を果たしたアストンマーティンやマクラーレンまでもがトップチームの仲間入りを果たしたために、RBを含めた下位チームに対し圧倒的な差を築いており、入賞圏内が上記の5チームで埋まってしまっていることもあり、昨年よりも前を狙えるマシンではあるが5チームのリタイアを待つ運頼みに近い状況となった。
開幕戦バーレーンGPでは予選11番手を獲得し、決勝では入賞圏内を走行していたもの、タイヤ戦略の影響によって順位が後退。終盤、入賞圏内を争っているわけでもないにもかかわらず、ハースのマグヌッセンを抜くためにチームオーダーでリカルドとのスワップを命じられるなど、フラストレーションが溜まるレースとなった。
第2戦サウジアラビアGPでは2024年シーズン初の予選Q3に進出、Q3ではストロールを0.025秒上回り9番手スタートとなる。決勝ではレース序盤にストロールのクラッシュによりセーフティカーが導入されピットストップし、ステイアウトしたマシンに先行を許す。ステイアウトしたマシンをなかなか攻略できずに17周目にマグヌッセンにオーバーテイクされるが、コース外から角田を抜いたためマグヌッセンに10秒ペナルティが課された。しかし、マグヌッセンは意図的にペースを落とし角田以下をブロックし続けた。ストレートスピードで勝るハースを抜きあぐねている中、マグヌッセンを抜きにかかった際の隙を突かれオコンにオーバーテイクされ、更には後続のアルボンにも抜かれてしまい14位でのフィニッシュとなり悔しい結果となった。
第3戦オーストラリアGPでは第2戦に続けてQ3進出、8番手スタートとなる。レースでは、マックス・フェルスタッペンやメルセデスのハミルトンが相次いでトラブルでリタイアしたことと、スタート時9,10番手だったアストンマーティン勢に抜かれたことが相殺され、スターティンググリッドと変わらず8番手でフィニッシュ。しかしレース後、アロンソの危険走行によるペナルティで順位が繰り上がり7位となり、今シーズン初にして一挙6の大量ポイントを獲得した。
母国開催である第4戦日本GPで予選Q3に進出。しかし、周囲のマシンがソフトタイヤを選択した中でRB勢はミディアムタイヤでのスタートを選択したことが裏目に出て、そこに前々から問題となっていたスタートでの蹴り出しの悪さも重なり、スタートに失敗し順位を落としてしまうが、2コーナーの飛び込みで同僚のリカルドがアルボンと接触、クラッシュし赤旗が提示された。
再スタートでソフトタイヤを選択した角田は、再スタートを成功させたものの、今度はチームのピット戦略で後手を踏んでしまい、他車にアンダーカットを許す厳しい展開に。しかしその後のピットで角田含む5台のマシンがピットに入るとチームの素早い作業、そして他車のピットミスに乗じて4台をピットでごぼう抜きして10位へ浮上。その後、ストロールやヒュルケンベルグに追われるも持ち前のタイヤマネジメントの妙で逃げ切り母国初入賞。日本人が母国でポイントをあげるのは2012年の小林可夢偉以来12年振り、史上5人目となる快挙となった。
第5戦中国GPはRBが不振に見舞われ予選、スプリント共に結果を残せず。決勝ではボッタスのトラブルストップでSCが出され順位を上げポイント獲得も見えたが、再開直後の6コーナーでマグヌッセンと交錯しリタイアとなってしまった。
第6戦マイアミGPでは復調しフリー走行から安定した速いタイムを出すもスプリント予選においてトラックリミット違反でタイム抹消となり、チームメイトのリカルドが4番手を獲得する中Q2敗退。スプリントレースではハミルトン、マグヌッセンらと激しいバトルを繰り広げるもポイントに届かず9位チェッカー。しかし8位のハミルトンにペナルティが科せられ、繰り上がりで8位入賞となりポイントを獲得。またリカルドも4位に入った。決勝でもその速さを維持し7位入賞し、チームや角田本人としても大満足の週末となった。また今回のポイント獲得によりドライバーズランキングにおいてTOP10入りし、5強と言われるチーム（レッドブル、フェラーリ、マクラーレン、メルセデス、アストンマーティン）に唯一肉薄するドライバーとなった。
第7戦エミリア・ロマーニャGPでも勢いは止まらず、予選Q2で一時2番手タイムを出し1発のタイムだけでQ3進出。Q3ではメルセデスの間に割って入る7番グリッドを獲得し、決勝の大量点を狙える位置となった。決勝は今季の課題であるスタートがあまり良くなく、ハースのヒュルケンベルグに先を越される。しかしその後アンダーカットを決めてヒュルケンベルグをパス。その後はストロールに抜かれ1つポジションを落とすも10位に入り今季7戦目にして4回目（マイアミのスプリントも含めると5回目）のポイント獲得となった。コンストラクターズでも7位以下との差を広げる一方、5位アストンマーティンをも凌駕しそうな勢いとなっており今後に期待を持てる展開となった。
第8戦モナコGP予選では昨年同様にQ3進出し8番グリッドをもぎ取り、レースのポイント獲得チャンスが上がる。決勝でも課題のローンチスタートが上手く行き、さらに前方のサインツがアクシデントに見舞われ1つ順位を上げるが、後方でレッドブルのペレスとハースの2台が大クラッシュし、レースは約40分の赤旗となる。また、これにより順位もスタート位置に戻されてしまう。レースが再開されるとタイヤを長く持たせる超スローペースでアルボン以下を抑える。前のことは気にせず8位の順位を守ろうとする作戦で角田本人も「イライラしていた」とレース後のインタビューで語るほどだった。レースもあと残り4周ほどからタイヤが持つと踏んだ角田は一気にペースを上げ、それまで1秒圏内で張り付いていたアルボンを一瞬で14~15秒離しベストタイムもファステストラップに迫る勢いの速さをみせチェッカー。FLポイントは取れなかったものの8位フィニッシュで、4ポイントを追加。前年雨により取り逃したモナコでのポイント獲得を果たした。また、日本人がモナコでのポイント獲得は08年の中嶋一貴、11年の小林可夢偉に次ぐ3人目となった。今シーズンはここまで5戦で入賞、ポイント獲得率も約6割となり、角田のレーサーとしての強さ、堅実さが評価される序盤戦であった。
第9戦カナダGPの予選前に、レッドブルは角田との契約において1年間の延長オプションを行使し、角田が2025年もRBに残留することを正式に発表した。これにより角田はF1ドライバーとして5年目のシーズンを戦うことが決定し、順調に行けば2025年シーズンの第9戦スペインGPで日本人の歴代F1ドライバーの最多出走記録（片山右京が保持している95戦）を塗り替えることとなる。
第12戦イギリスGPはカナダGPでの自身のミスと第10戦スペインGPから投入されたRBのマシンアップデートが失敗に終わったことによる負のスパイラルに陥りつつある中でのレースとなった。予選で13番手につけた角田は、スタートを成功させて11位に浮上。ドライ路面でのペースに苦しみ、後方のアルボンの追撃に晒される中、イギリス特有の気まぐれな天候が角田に味方する。途中からコース上に本降りの雨が降り始めると、ドライの時とは打って変わって角田は良好なペースで周回し始め、ラッセルのリタイアに乗じて9番手に浮上、しばらく雨が降り続き、インターミディエイトタイヤでの走行が続いたことで11位以下に大差を付けることに成功する。雨が止むとドライ路面でのペースで有利なアルボンに交わされたものの、角田は10位でフィニッシュし4戦ぶりの入賞となった。
続く第13戦ハンガリーGPでは予選でカナダGP以来3戦ぶりのQ3に進出したがアタック中に大クラッシュに見舞われる。68Gもの強い衝撃を受け、マシンの修復によってはピットスタートも懸念されたがチームはマシンの修復に成功し、角田は決勝を10番手グリッドからスタートすることが出来た。決勝では他のマシンが2ストップ以上のピット戦略を取る中、角田は1ストップ戦略を敢行。タイヤ供給元のピレリですら「1ストップは不可能」との見解を示す中、角田はハードタイヤで40周のロングスティントを走り抜き、最後はタイヤの差で追い上げてきたストロールに迫られながらも逃げ切り9位でフィニッシュ、2戦連続の入賞を果たした。
第18戦シンガポールGP終了後、RBは第19戦アメリカGPからのシーズン残り6戦において、リカルドに変わりリアム・ローソンを角田のチームメイトとして起用することを発表した。レッドブルのペレスの不振が続いた場合、その後任として誰が最適なのか、それを明確にするためにもレッドブルはここでローソンを起用し、角田と直接比較をしておきたいとしていて、ここからのシーズン残り6戦はレットブル昇格を視野に入れた戦いになることになった。
第21戦のサンパウロGPでは、スプリントは15位に留まる。セッティングを変更して臨んだ予選では赤旗が5回も出るような大荒れの中、自己ベストの3番手グリッドを獲得。日本人5人目、そして自身初の予選トップ5入りを果たした。迎えた決勝では、序盤は雨の中オコンやルクレールを抑え3位を走行するも、雨が強まりフルウェットタイヤに交換し、6位で復帰。インターミディエイトタイヤを履く他車よりも圧倒的にペースが速く、追い抜くのも時間の問題かと思われたが、雨が強まりすぎたことによりセーフティカーが導入される。さらにその後フランコ・コラピントのクラッシュにより赤旗が提示された。これによりステイアウト組がアドバンテージを得て、角田含むピットイン組は割を食うことになってしまった。レース再開後、ルクレールとピアストリに交わされ8位に後退し、そのままチェッカー。ピアストリが10秒ペナルティを持っていたため、繰り上げで7位となった。
シーズン終了後、レッドブルはセルジオ・ペレスの離脱を発表。後任ドライバーは角田とローソンの2名に絞られたが、ローソンのレッドブル昇格が発表された。
2025年
RBに残留。また今シーズンからRBはシャシー名を「レーシングブルズ」へ変更した。
チームメイトは新人のアイザック・ハジャー。
開幕戦オーストラリアGPでは予選5番手を獲得。決勝では予報通り雨が降り、ルクレールに先行を許したが、6位を走行。路面は徐々に乾いていったが、レース終盤に雨の予報があり、各チームの戦略が分かれた。レーシングブルズは一発逆転を狙って角田にステイアウトを指示。しかしこれがミスとなり角田は11位まで後退。最終的に12位でフィニッシュした。
第2戦中国GPではスプリント予選で8番手、スプリントでは6位でフィニッシュし、3ポイントを獲得した。予選ではチームメイトのハジャーと共にQ3に進出するも、ミスがあり9番手。決勝では序盤を8番手で走行し、1回目のピットストップでアントネッリをアンダーカットし7番手に浮上した。当初、このレースは2ストップになると思われていたが、路面状況やハードタイヤのパフォーマンスから、多くのチームが1ストップ戦略に切り替えた。しかし、レーシングブルズは2回目のピットインを指示し、角田は大きくポジションを落とした。さらに、フロントウイングの破損により緊急ピットインし、レースを19位で終えた。上位3台が失格となったため、16位に繰り上げされた。

#### レッドブル・レーシング

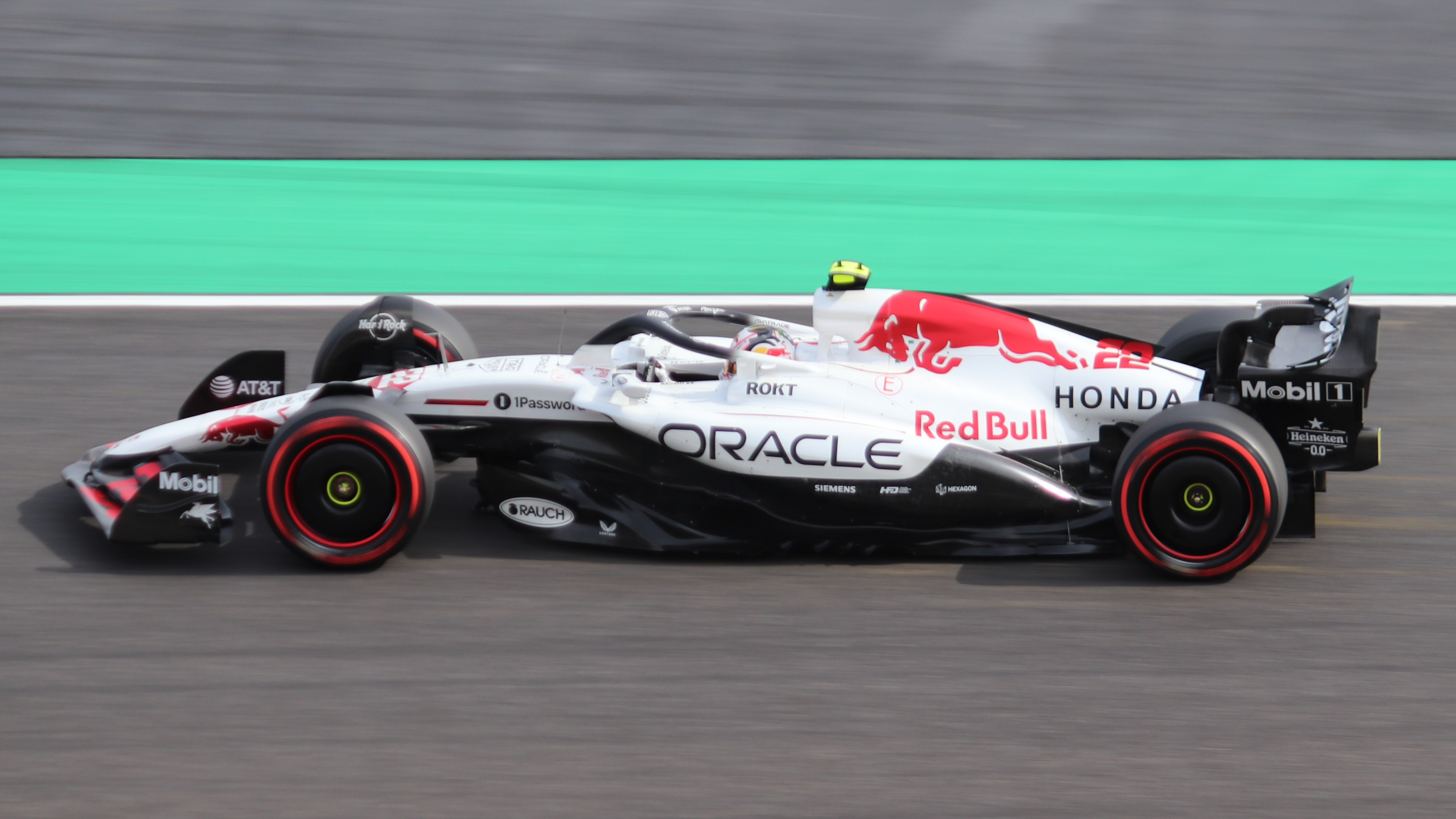
2025年日本GP

本年からレッドブルに昇格したローソンは、RB21のオーバーステアなマシン特性に適応できず苦戦を強いられていた。 第2戦中国GP終了直後、開幕2戦におけるレッドブルでの不振を踏まえ、ドライバーラインナップを再検討するという報道がなされ始めた。実際にチームの首脳陣も即時交代の可能性を除外せず、動向に注目が集まっていた。イギリスのミルトンキーンズで会議が予定されていたが、急遽ドバイに変更となりそこで主要株主を筆頭とした首脳会議が行われた。会議では満場一致で角田の昇格を決定した。3月27日に正式発表され、次戦となる第3戦日本GPよりローソンをレーシングブルズへ復帰させ、代わって角田がレッドブルに昇格することが決定した。
チームメイトはマックス・フェルスタッペン。
第3戦日本GPは角田にとってレッドブル移籍後初のレースとなった。フリー走行では芝生の炎上や、他車のクラッシュによる赤旗中断で走行時間を十分に取ることができなかった。予選ではQ1を突破したものの、Q2では再びの芝生炎上により赤旗中断となった上、再開後にはトラフィックに影響されタイヤのウォーミングアップが上手くいかず15位でQ2敗退となった。順位の繰り上げがあり、決勝では14番手からスタート。オープニングラップでローソンを交わし13番手に浮上。さらに中盤のピットでタイムロスがあったガスリーを交わし、12番手で走行した。レースはそのまま終了し、最終的に12位でレースを終えた。また、角田はこの日のドライバー・オブ・ザ・デイに選出された。第4戦バーレーンGPではフリー走行で苦戦を強いられたものの、予選ではQ3に進み、決勝は10番手からスタート。チームのピットミスやサインツとの接触などがあったものの、最終的に順位を一つ上げて9位でフィニッシュした。3連戦を締める第5戦サウジアラビアGPでは予選でQ3に進み、決勝は8番手からスタート。しかし、レース開始直後のターン4でガスリーと接触。角田は自走でピットまで戻るも、両者ともにリタイアとなった。この接触はレーシングインシデントとして処理された。
サウジアラビアGP終了後、角田はシルバーストンでのテストに参加し、RB19を走らせた。
第6戦マイアミGPではスプリント予選で18番手。スプリントでは最後尾からスタートしたにも関わらず10番手でフィニッシュし、さらに上位4台にタイムペナルティが科されたことによって6位に繰り上がったことで3ポイントを獲得。10番手スタートとなった決勝では、ピットレーンでの速度超過により5秒のタイム加算ペナルティが科されるも11番手のハジャーに5.168秒差をつけて10位フィニッシュとなり、1ポイントを獲得した。
第10戦ピレリ・カナダGPでは本GPで100戦目の参加となった。これに合わせてヘルメットも特別デザインが施され上部には「100th Grand Prix」の文字が添えられた。

## プロフィール
- 身長 ： 161cm[2]
- 体重 ： 53kg[2]
- 血液型 ： Rh+AB型[2]
- 出身校 ： LCA国際小学校～日本大学第三高等学校～和光高等学校（転入）卒業　日本体育大学スポーツマネジメント学部在学後休学レース専念のため退学[60]
- 賞 ： 相模原市ホームタウンアスリート第一号[61]

マネージャーは、2023年にマリオ宮川（過去にジャン・アレジ、小林可夢偉らを担当）と契約を結んだが、2024年いっぱいで関係を解消し、2025年からは新たに元レーシングドライバーのディエゴ・メンチャカを起用している。
ヘルメットは長年アライを使用し、F1界でアライのシェアが減少する中数少ないユーザだった。しかしレッドブルのマシンがシューベルトの帽体デザインを前提に設計されていることなどから、2025年オーストリアグランプリではついにアライを諦めシューベルトに変更した。

## レース戦績
- 2005年 - 4歳にてカートを始める
- 2006年 - 中井インターサーキット キッズクラス（シリーズチャンピオン）
- 2007年 - 東日本ジュニア コマー60
- 2008年 - 茂原ウエストカップシリーズ（シリーズチャンピオン）
- 2009年 - 東日本ジュニア　エキスパートクラス（シリーズ3位）
- 2010年
  - JAFジュニアカート選手権 FP-Jrカデットクラス（シリーズ6位）
  - 新東京NTCカップシリーズ ヤマハカデットオープンクラス（シリーズチャンピオン）
  - ハルナカップシリーズ ヤマハカデットオープンクラス（シリーズ2位）
- 2011年
  - JAFジュニアカート選手権 FP-Jrカデットクラス（シリーズ5位）
  - 新東京NTCカップシリーズ　ヤマハカデットオープンクラス（シリーズチャンピオン）
  - ハルナカップシリーズ　ヤマハカデットオープンクラス（シリーズチャンピオン）
- 2012年 - JAFジュニアカート選手権　FP-Jrクラス（シリーズ3位）
- 2013年
  - JAF地方カート選手権 FS125クラス東地区（シリーズチャンピオン）
  - ツインリンクもてぎカートレースシリーズ X30クラス（シリーズチャンピオン）
- 2014年 - JAF全日本カート選手権 FS125クラス（シリーズ11位）
- 2015年 - JAF全日本カート選手権 FS125クラス（シリーズ2位）
- 2016年
  - JAF全日本カート選手権 KFクラス（シリーズ4位）
- 2016年（四輪レースデビュー以降）
  - JAF地方選手権 スーパーFJ 岡山シリーズ スポット参戦（第4戦優勝、第5戦優勝）[65] - 四輪初レース
  -  スーパーFJ ドリームカップレース 優勝
  - スーパーFJ 日本一決定戦 優勝
  - FIA-F4日本選手権 スポット参戦（第11戦 2位 - 最年少表彰台、第12戦4位）
- 2017年
  - フォーミュラ4 東日本シリーズ（シリーズチャンピオン） - 優勝5回、ポールポジション6回[66]
  - フォーミュラ4 西日本シリーズ スポット参戦（第7戦 優勝 ポールポジション）[66]
  - フォーミュラ4 日本一決定戦 優勝
  - FIA-F4日本選手権（シリーズ3位）- 優勝3回、ポールポジション4回、表彰台6回（第2戦 岡山ラウンド 史上最年少優勝）
- 2018年
  - FIA-F4日本選手権（シリーズチャンピオン） - 優勝7回、ポールポジション8回、表彰台11回
- 2019年
  - ユーロフォーミュラ・オープン・チャンピオンシップ（シリーズ4位） - 優勝1回、表彰台6回
  - FIA F3選手権（シリーズ9位） - 優勝1回、表彰台3回
  - FIA F3ワールドカップ（マカオグランプリ）11位
- 2020年
  - カストロール・トヨタ・レーシングシリーズ（シリーズ4位） - 優勝1回、表彰台3回
  - FIA F2選手権（シリーズ3位） - 優勝3回、ポールポジション4回、表彰台7回
    - ピレリトロフィー、アントワーヌ・ユベール・アワード（F2最優秀新人賞）、FIAルーキー・オブ・ザ・イヤーを受賞
- 2021年
  - FIA F1世界選手権 - シリーズ14位（32pt）、最高位4位（第22戦アブダビGP）、入賞7回[67]
- 2022年
  - FIA F1世界選手権 - シリーズ17位（12pt）、最高位7位（第4戦エミリア・ロマーニャGP）、入賞4回
- 2023年
  - FIA F1世界選手権 - シリーズ14位（17pt）、最高位8位（第19戦アメリカGP、第23戦アブダビGP）、入賞7回（スプリント含む）、ファステストラップ記録（第19戦アメリカGP）、ドライバー・オブ・ザ・デイ受賞（第23戦アブダビGP）[67]
- 2024年
  - FIA F1世界選手権 - シリーズ12位（30pt）、最高位7位（第3戦オーストラリアGP、第6戦マイアミGP、第21戦サンパウロGP）、入賞10回（スプリント含む）[67]

### 略歴
| 年   | シリーズ                                                   | チーム                                                             | レース | 勝利 | PP | FL | 表彰台 | ポイント | 順位  |
| ---- | ---------------------------------------------------------- | ------------------------------------------------------------------ | ------ | ---- | -- | -- | ------ | -------- | ----- |
| 2016 | スーパー・FJ 岡山シリーズ                                  | MYST                                                               | 2      | 2    | 1  | 2  | 2      | 40       | 5位   |
| 2016 | スーパー・FJ 日本一決定戦                                  | MYST                                                               | 1      | 1    | 1  | 1  | 1      | -        | 1位   |
| 2016 | FIA-F4日本選手権                                           | Sutekina Racing Team                                               | 2      | 0    | 0  | 0  | 2      | 30       | 16位  |
| 2017 | FIA-F4日本選手権                                           | Suzuka Racing School/Kochira Racing                                | 14     | 3    | 4  | 1  | 6      | 173      | 3位   |
| 2017 | JAF・フォーミュラ4 - 東日本シリーズ                        | Marusan MYST JSS                                                   | 6      | 5    | 5  | 5  | 6      | 115      | 1位   |
| 2017 | JAF・フォーミュラ4 - 西日本シリーズ                        | Marusan MYST JSS                                                   | 1      | 1    | 1  | 1  | 1      | 20       | 7位   |
| 2018 | FIA-F4日本選手権                                           | Honda Formula Dream Project                                        | 14     | 7    | 8  | 4  | 11     | 245      | 1位   |
| 2019 | ユーロフォーミュラ・オープン・チャンピオンシップ（英語版） | チーム・モトパーク（英語版）                                       | 14     | 1    | 0  | 3  | 6      | 151      | 4位   |
| 2019 | FIA フォーミュラ3選手権（英語版）                          | イェンツァー・モータースポーツ（英語版）                           | 16     | 1    | 0  | 1  | 3      | 67       | 9位   |
| 2019 | マカオグランプリ                                           | ハイテック・グランプリ（英語版）                                   | 1      | 0    | 0  | 0  | 0      | -        | 11位  |
| 2020 | トヨタ・レーシング・シリーズ（英語版）                     | M2・コンペティション（英語版）                                     | 15     | 1    | 0  | 0  | 3      | 257      | 4位   |
| 2020 | FIA フォーミュラ2選手権（英語版）                          | カーリン                                                           | 24     | 3    | 4  | 3  | 7      | 200      | 3位   |
| 2021 | フォーミュラ1                                              | スクーデリア・アルファタウリ・ホンダ                               | 22     | 0    | 0  | 0  | 0      | 32       | 14位  |
| 2022 | フォーミュラ1                                              | スクーデリア・アルファタウリ                                       | 22     | 0    | 0  | 0  | 0      | 12       | 17位  |
| 2023 | フォーミュラ1                                              | スクーデリア・アルファタウリ                                       | 22     | 0    | 0  | 1  | 0      | 17       | 14位  |
| 2024 | フォーミュラ1                                              | ビザ・キャッシュアップ・RB・フォーミュラワン・チーム               | 24     | 0    | 0  | 0  | 0      | 30       | 12位  |
| 2025 | フォーミュラ1                                              | ビザ・キャッシュアップ・レーシングブルズ・フォーミュラワン・チーム | 2      | 0    | 0  | 0  | 0      | 10*      | 18位* |
| 2025 | フォーミュラ1                                              | オラクル・レッドブル・レーシング                                   | 12     | 0    | 0  | 0  | 0      | 10*      | 18位* |

- * : 現状の今シーズン順位。

### FIA-F4日本選手権
| 年     | チーム                              | 1         | 2       | 3        | 4       | 5       | 6       | 7       | 8         | 9       | 10      | 11      | 12       | 13      | 14      | DC   | ポイント |
| ------ | ----------------------------------- | --------- | ------- | -------- | ------- | ------- | ------- | ------- | --------- | ------- | ------- | ------- | -------- | ------- | ------- | ---- | -------- |
| 2016年 | Sutekina Racing Team                | OKA 1     | OKA 2   | FUJ 1    | FUJ 2   | SUG 1   | SUG 2   | FUJ 1   | FUJ 2     | FUJ 3   | SUZ 1 2 | SUZ 2 4 | MOT 1    | MOT 2   | MOT 3   | 16位 | 30       |
| 2017年 | Suzuka Racing School/Kochira Racing | OKA 1 3   | OKA 2 1 | FUJ 1 11 | FUJ 2 5 | AUT 1 9 | AUT 2   | SUG 1 5 | SUG 2 Ret | FUJ 1   | FUJ 2 4 | SUZ 1   | SUZ 2 3  | MOT 1 8 | MOT 2 4 | 3位  | 173      |
| 2018年 | Honda Formula Dream Project         | OKA 1 Ret | OKA 2 1 | FUJ 1    | FUJ 2 1 | SUZ 1   | SUZ 2 1 | FUJ 1 2 | FUJ 2 3   | SUG 1 3 | SUG 2 1 | AUT 1 8 | AUT 2 11 | MOT 1   | MOT 2   | 1位  | 245      |

- 太字はポールポジション、斜字はファステストラップ。(key)

### ユーロフォーミュラ・オープン・チャンピオンシップ
| 年                | チーム                        | 1         | 2         | 3           | 4         | 5         | 6         | 7         | 8           | 9         | 10         | 11      | 12      | 13      | 14      | 15         | 16        | 17        | 18        | 順位 | ポイント |
| ----------------- | ----------------------------- | --------- | --------- | ----------- | --------- | --------- | --------- | --------- | ----------- | --------- | ---------- | ------- | ------- | ------- | ------- | ---------- | --------- | --------- | --------- | ---- | -------- |
| 2019年 （英語版） | チーム・モトパーク （英語版） | LEC FEA 2 | LEC SPR 6 | PAU FEA Ret | PAU SPR 3 | HOC FEA 4 | HOC SPR 1 | SPA FEA 2 | SPA SPR Ret | HUN FEA 4 | HUN SPR 11 | RBR FEA | RBR SPR | SIL FEA | SIL SPR | CAT FEA 10 | CAT SPR 7 | MNZ FEA 3 | MNZ SPR 2 | 4位  | 151      |

- 太字はポールポジション、斜字はファステストラップ。(key)

### FIA フォーミュラ3選手権
| 年     | エントラント                              | 1          | 2         | 3         | 4         | 5          | 6          | 7          | 8         | 9         | 10        | 11        | 12        | 13        | 14        | 15         | 16          | DC  | ポイント |
| ------ | ----------------------------------------- | ---------- | --------- | --------- | --------- | ---------- | ---------- | ---------- | --------- | --------- | --------- | --------- | --------- | --------- | --------- | ---------- | ----------- | --- | -------- |
| 2019年 | イェンツァー・モータースポーツ （英語版） | CAT FEA 10 | CAT SPR 9 | LEC FEA 7 | LEC SPR 9 | RBR FEA 16 | RBR SPR 11 | SIL FEA 14 | SIL SPR 7 | HUN FEA 9 | HUN SPR 6 | SPA FEA 6 | SPA SPR 2 | MNZ FEA 3 | MNZ SPR 1 | SOC FEA 12 | SOC SPR 25† | 9位 | 67       |

- 太字はポールポジション、斜字はファステストラップ。(key)
- † : リタイアだが、90%以上の距離を走行したため規定により完走扱い。

### マカオグランプリ
| 年                | チーム                           | 車両              | 予選 | 予選 レース | 決勝 レース |
| ----------------- | -------------------------------- | ----------------- | ---- | ----------- | ----------- |
| 2019年 （英語版） | ハイテック・グランプリ（英語版） | ダラーラ・F3 2019 | 21位 | 16位        | 11位        |

### トヨタ・レーシング・シリーズ
| 年                | チーム                          | 1       | 2       | 3       | 4        | 5       | 6     | 7       | 8        | 9     | 10      | 11      | 12      | 13      | 14      | 15      | DC  | ポイント |
| ----------------- | ------------------------------- | ------- | ------- | ------- | -------- | ------- | ----- | ------- | -------- | ----- | ------- | ------- | ------- | ------- | ------- | ------- | --- | -------- |
| 2020年 （英語版） | M2・コンペティション （英語版） | HIG 1 5 | HIG 2 1 | HIG 3 4 | TER 1 11 | TER 2 7 | TER 3 | HMP 1 7 | HMP 2 16 | HMP 3 | PUK 1 4 | PUK 2 7 | PUK 3 4 | MAN 1 9 | MAN 2 7 | MAN 3 6 | 4位 | 257      |

- 太字はポールポジション、斜字はファステストラップ。(key)

### FIA フォーミュラ2選手権
| 年     | エントラント | 1          | 2          | 3         | 4           | 5          | 6          | 7         | 8           | 9         | 10        | 11        | 12        | 13        | 14        | 15        | 16         | 17         | 18         | 19        | 20         | 21        | 22         | 23        | 24        | DC  | ポイント |
| ------ | ------------ | ---------- | ---------- | --------- | ----------- | ---------- | ---------- | --------- | ----------- | --------- | --------- | --------- | --------- | --------- | --------- | --------- | ---------- | ---------- | ---------- | --------- | ---------- | --------- | ---------- | --------- | --------- | --- | -------- |
| 2020年 | カーリン     | RBR FEA 18 | RBR SPR 11 | RBR FEA 2 | RBR SPR Ret | HUN FEA 16 | HUN SPR 18 | SIL FEA 3 | SIL SPR Ret | SIL FEA 6 | SIL SPR 1 | CAT FEA 4 | CAT SPR 4 | SPA FEA 1 | SPA SPR 9 | MNZ FEA 4 | MNZ SPR NC | MUG FEA 16 | MUG SPR 19 | SOC FEA 2 | SOC SPR 6‡ | BHR FEA 6 | BHR SPR 15 | BHR FEA 1 | BHR SPR 2 | 3位 | 200      |

- 太字はポールポジション、斜字はファステストラップ。(key)
- ‡ : ハーフポイント。レース周回数が75%未満で終了したため、得点が半分となる。

### フォーミュラ1
| 年     | エントラント     | シャシー | エンジン                     | 1      | 2       | 3      | 4         | 5         | 6       | 7      | 8      | 9        | 10       | 11       | 12       | 13       | 14        | 15      | 16      | 17       | 18      | 19       | 20      | 21       | 22     | 23       | 24     | WDC   | ポイント |
| ------ | ---------------- | -------- | ---------------------------- | ------ | ------- | ------ | --------- | --------- | ------- | ------ | ------ | -------- | -------- | -------- | -------- | -------- | --------- | ------- | ------- | -------- | ------- | -------- | ------- | -------- | ------ | -------- | ------ | ----- | -------- |
| 2021年 | アルファタウリ   | AT02     | ホンダ RA621H 1.6 V6 t       | BHR 9  | EMI 12  | POR 15 | ESP Ret   | MON 16    | AZE 7   | FRA 13 | STY 10 | AUT 12   | GBR 1016 | HUN 6    | BEL 15   | NED Ret  | ITA DNS16 | RUS 17  | TUR 14  | USA 9    | MXC Ret | SÃO 15   | QAT 13  | SAU 14   | ABU 4  |          |        | 14位  | 32       |
| 2022年 | アルファタウリ   | AT03     | レッドブル RBPTH001 1.6 V6 t | BHR 8  | SAU DNS | AUS 15 | EMI 712   | MIA 12    | ESP 10  | MON 17 | AZE 13 | CAN Ret  | GBR 14   | AUT 1617 | FRA Ret  | HUN 19   | BEL 13    | NED Ret | ITA 14  | SIN Ret  | JPN 13  | USA 10   | MXC Ret | SÃO 1715 | ABU 11 |          |        | 17位  | 12       |
| 2023年 | アルファタウリ   | AT04     | ホンダ RBPTH001 1.6 V6 t     | BHR 11 | SAU 11  | AUS 10 | AZE 10Ret | MIA 11    | MON 15  | ESP 12 | CAN 14 | AUT 1916 | GBR 16   | HUN 15   | BEL 1018 | NED 15   | ITA DNS   | SIN Ret | JPN 12  | QAT 1511 | USA 814 | MXC 12   | SÃO 96  | LVG 18†  | ABU 8  |          |        | 14位  | 17       |
| 2024年 | RB               | VCARB 01 | ホンダ RBPTH002 1.6 V6 t     | BHR 14 | SAU 15  | AUS 7  | JPN 10    | CHN Ret16 | MIA 78  | EMI 10 | MON 8  | CAN 14   | ESP 19   | AUT 1413 | GBR 10   | HUN 9    | BEL 16    | NED 17  | ITA Ret | AZE Ret  | SIN 12  | USA 1411 | MXC Ret | SÃO 715  | LVG 9  | QAT 1317 | ABU 12 | 12位  | 30       |
| 2025年 | レーシングブルズ | VCARB 02 | ホンダ RBPTH003 1.6 V6 t     | AUS 12 | CHN 166 |        |           |           |         |        |        |          |          |          |          |          |           |         |         |          |         |          |         |          |        |          |        | 18位* | 10*      |
| 2025年 | レッドブル       | RB21     | ホンダ RBPTH003 1.6 V6 t     |        |         | JPN 12 | BHR 9     | SAU Ret   | MIA 106 | EMI 10 | MON 17 | ESP 13   | CAN 12   | AUT 16   | GBR 15   | BEL 1311 | HUN 17    | NED     | ITA     | AZE      | SIN     | USA      | MXC     | SÃO      | LVG    | QAT      | ABU    | 18位* | 10*      |

- 太字はポールポジション、斜字はファステストラップ。(key)
- 決勝順位右上の小数字はスプリント予選・スプリントレースでの順位。
- † : リタイアだが、90%以上の距離を走行したため規定により完走扱い。
- * : 現状の今シーズン順位。